# Torneio Pré-Olímpico de Voleibol Masculino de 2020 - Ásia e Oceania
O Torneio Pré-Olímpico de Voleibol Masculino da Ásia e Oceania de 2020 foi a qualificatória continental para os Jogos Olímpicos de Verão de 2020,  sediado em Jiangmen, no China entre países do referido continente, no período de 7 a 11 de janeiro.O campeão deste torneio obteve qualificação para os referidos jogos olímpicos, e pela segunda vez consecutiva o Irã alcança tal promoção ao derrotar a China

## Formato de disputa
Para a classificação dentro do grupo na primeira fase, o placar de 3-0 ou 3-1 garantiu três pontos para a equipe vencedora e nenhum para a equipe derrotada; já o placar de 3-2 garantiu dois pontos para a equipe vencedora e um para a perdedora.
Na primeira fase os oito clubes distribuídos proporcionalmente em dois grupos, A e B, se enfrentam e avançam os quatro melhores desta etapa para as Semifinais onde o 1° colocado enfrenta o 4° e o 2° enfrenta o 3°. Os vencedores fazem a final e duelam pela qualificação olímpica.

## Local dos jogos
| Todas as partidas                |
| -------------------------------- |
| Jiangmen                         |
| Jiangmen Sports Center Gymnasium |
|                                  |
| Capacidade: 8 500                |

## Seleções participantes
As seguintes seleções foram qualificadas para a disputa do Pré-Olímpico Ásia e Oceania 2020:
| Equipe        | Qualificação      | Posição |
| ------------- | ----------------- | ------- |
| Irã           | Ranking AVC(2019) | 1º      |
| Austrália     | Ranking AVC(2019) | 2º      |
| Coreia do Sul | Ranking AVC(2019) | 4º      |
| Taipé Chinês  | Ranking AVC(2019) | 5º      |
| China         | Ranking AVC(2019) | 6º      |
| Paquistão     | Ranking AVC(2019) | 7º[SUB] |
| Índia         | Ranking AVC(2019) | 8º      |
| Catar         | Ranking AVC(2019) | 9º      |
| Cazaquistão   | Ranking AVC(2019) | 10º     |

Nota
SUB ^  Equipe substituída pelo  Cazaquistão

## Primeira fase
- Local: Jiangmen Sports Center Gymnasium, Jiangmen

### Grupo A
|     |              |     | Jogos | Jogos | Jogos | Resultados | Resultados | Resultados | Resultados | Resultados | Resultados | Sets | Sets | Sets  | Pontos | Pontos | Pontos |
| Pos | Equipe       | Pts | T     | V     | D     | 3–0        | 3–1        | 3–2        | 2–3        | 1–3        | 0–3        | V    | P    | R     | V      | P      | R      |
| --- | ------------ | --- | ----- | ----- | ----- | ---------- | ---------- | ---------- | ---------- | ---------- | ---------- | ---- | ---- | ----- | ------ | ------ | ------ |
| 1   | Irã          | 9   | 3     | 3     | 0     | 3          | 0          | 0          | 0          | 0          | 0          | 9    | 0    | MAX   | 228    | 170    | 1.341  |
| 2   | China        | 5   | 3     | 2     | 1     | 1          | 0          | 1          | 0          | 0          | 1          | 6    | 5    | 1.200 | 241    | 223    | 1.081  |
| 3   | Taipé Chinês | 4   | 3     | 1     | 2     | 0          | 1          | 0          | 1          | 0          | 1          | 5    | 7    | 0.714 | 238    | 253    | 0.941  |
| 4   | Cazaquistão  | 0   | 3     | 0     | 3     | 0          | 0          | 0          | 0          | 1          | 2          | 1    | 9    | 0.111 | 186    | 247    | 0.753  |

Resultados
| Data  | Hora  |                 | Placar |              | Set 1 | Set 2 | Set 3 | Set 4 | Set 5 | Total  | Relatório |
| ----- | ----- | --------------- | ------ | ------------ | ----- | ----- | ----- | ----- | ----- | ------ | --------- |
| 7 Jan | 16:00 | Taipé Chinês    | 0–3    | ' Irã'       | 16–25 | 17–25 | 14–25 |       |       | 47–75  | 47–75     |
| 7 Jan | 20:00 | 'China '        | 3–0    | Cazaquistão  | 25–19 | 25–14 | 25–18 |       |       | 75–51  | 75–51     |
| 8 Jan | 16:00 | Cazaquistão     | 0–3    | ' Irã'       | 26–28 | 16–25 | 18–25 |       |       | 60–78  | 60–78     |
| 8 Jan | 20:00 | 'China '        | 3–2    | Taipé Chinês | 15–25 | 25–16 | 23–25 | 25–22 | 15–9  | 103–97 | 103–97    |
| 9 Jan | 16:00 | 'Taipé Chinês ' | 3–1    | Cazaquistão  | 19–25 | 25–11 | 25–18 | 25–21 |       | 94–75  | 94–75     |
| 9 Jan | 20:00 | 'Irã '          | 3–0    | China        | 25–22 | 25–20 | 25–21 |       |       | 75–63  | 75–63     |

### Grupo B
|     |               |     | Jogos | Jogos | Jogos | Resultados | Resultados | Resultados | Resultados | Resultados | Resultados | Sets | Sets | Sets  | Pontos | Pontos | Pontos |
| Pos | Equipe        | Pts | T     | V     | D     | 3–0        | 3–1        | 3–2        | 2–3        | 1–3        | 0–3        | V    | P    | R     | V      | P      | R      |
| --- | ------------- | --- | ----- | ----- | ----- | ---------- | ---------- | ---------- | ---------- | ---------- | ---------- | ---- | ---- | ----- | ------ | ------ | ------ |
| 1   | Catar         | 7   | 3     | 2     | 1     | 2          | 0          | 0          | 1          | 0          | 0          | 8    | 3    | 2.667 | 257    | 234    | 1.098  |
| 2   | Coreia do Sul | 6   | 3     | 2     | 1     | 1          | 0          | 1          | 1          | 0          | 0          | 8    | 5    | 1.600 | 299    | 282    | 1.060  |
| 3   | Austrália     | 5   | 3     | 2     | 1     | 0          | 1          | 1          | 0          | 0          | 1          | 6    | 6    | 1,000 | 272    | 280    | 0.971  |
| 4   | Índia         | 0   | 3     | 0     | 3     | 0          | 0          | 0          | 0          | 1          | 2          | 1    | 9    | 0.111 | 218    | 250    | 0.872  |

Resultados
| Data  | Hora  |                  | Placar |                  | Set 1 | Set 2 | Set 3 | Set 4 | Set 5 | Total   | Relatório |
| ----- | ----- | ---------------- | ------ | ---------------- | ----- | ----- | ----- | ----- | ----- | ------- | --------- |
| 7 Jan | 10:00 | 'Catar '         | 3–0    | Índia            | 25–22 | 25–20 | 25–23 |       |       | 75–65   | 75–65     |
| 7 Jan | 13:30 | 'Austrália '     | 3–2    | Coreia do Sul    | 23–25 | 25–23 | 26–24 | 20–25 | 19–17 | 113–114 | 113–114   |
| 8 Jan | 10:00 | Austrália        | 0–3    | ' Catar'         | 15–25 | 21–25 | 23–25 |       |       | 59–75   | 59–75     |
| 8 Jan | 13:30 | 'Coreia do Sul ' | 3–0    | Índia            | 25–19 | 25–20 | 25–23 |       |       | 75–62   | 75–62     |
| 9 Jan | 10:00 | Índia            | 1–3    | ' Austrália'     | 27–25 | 21–25 | 21–25 | 22–25 |       | 91–100  | 91–100    |
| 9 Jan | 13:30 | Catar            | 2–3    | ' Coreia do Sul' | 18–25 | 26–28 | 25–22 | 25–20 | 13–15 | 107–110 | 107–110   |

## Fase Final

### Semifinais
| Data   | Hora  |          | Placar |               | Set 1 | Set 2 | Set 3 | Set 4 | Set 5 | Total   | Relatório |
| ------ | ----- | -------- | ------ | ------------- | ----- | ----- | ----- | ----- | ----- | ------- | --------- |
| 11 jan | 16:00 | 'Irã '   | 3–2    | Coreia do Sul | 22–25 | 25–21 | 25–18 | 22–25 | 15–13 | 109–102 | 109–102   |
| 11 jan | 20:00 | 'China ' | 3–1    | Catar         | 25–22 | 25–18 | 23–25 | 25–20 |       | 98–85   | 98–85     |

### Final
| Data   | Hora  |        | Placar |       | Set 1 | Set 2 | Set 3 | Set 4 | Set 5 | Total | Relatório |
| ------ | ----- | ------ | ------ | ----- | ----- | ----- | ----- | ----- | ----- | ----- | --------- |
| 12 jan | 20:00 | 'Irã ' | 3–0    | China | 25–14 | 25–22 | 25–14 |       |       | 75–50 | 75–50     |

## Classificação final
| Posição | Equipe        |
| ------- | ------------- |
| 1       | Irã           |
| 2       | China         |
| 3       | Coreia do Sul |
| 4       | Catar         |
| 5       | Austrália     |
| 6       | Taipé Chinês  |
| 7       | Índia         |
| 8       | Cazaquistão   |

|  | Qualificado para a Olimpíada Tóquio 2020 |